# Estrechos de Corfú
Los estrechos de Corfú o también canal de Corfú es el nombre con que se conoce al largo estrecho marino que separa las costas de Albania y Grecia, al este, de la isla griega de Corfú, al oeste, formado por una sucesión de pasajes que conectan el mar Adriático, al norte, y el mar Jónico, al sur. Esta ruta marítima es muy utilizado por el transporte de mercancías local desde Albania y Grecia hacia los puertos de Saranda (Albania) y Igoumenitsa (Grecia), además de por el tráfico local y turístico en Albania y desde el continente griego hacia Corfú. También una pequeña parte del tráfico internacional desde el Adriático usa esta vía.
La parte norte del canal, conocida como estrecho Norte (o Septentrional) de Corfú, es la más angosta y tiene tan solo 1,6 km de separación con la parte continental albanesa.

## Incidente del Canal de Corfú

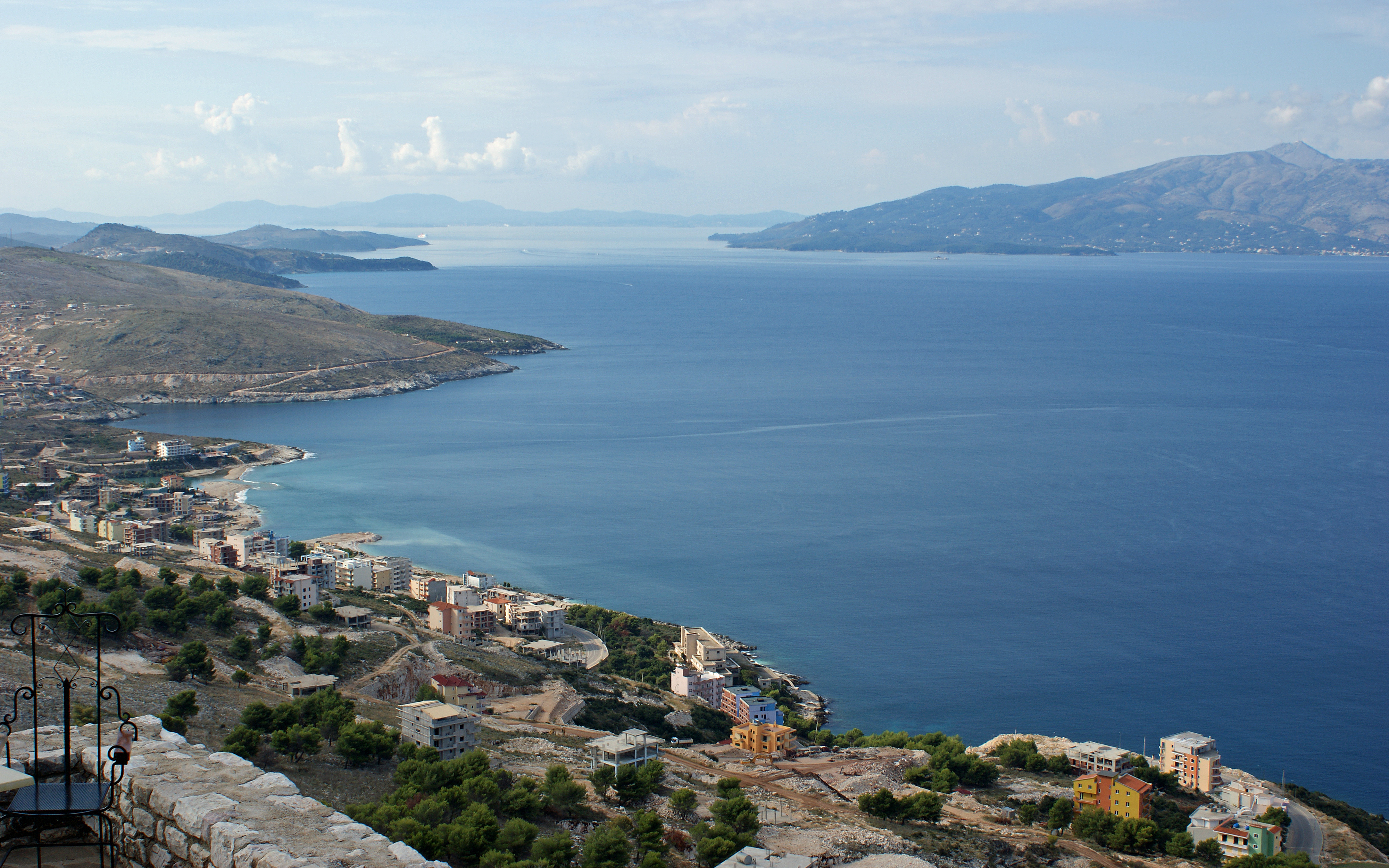
El estrecho de Corfú visto desde Saranda, Albania, mirando hacia el sur. A la derecha, la isla de Corfú con el monte Pantokrator; a lo lejos, la parte sur de la isla con la ciudad de Kerkyra; a la izquierda, la costa albanesa.

El incidente del Canal de Corfú se refiere a tres incidentes separados que involucraron a buques de la Royal Navy en los estrechos de Corfú, que tuvieron lugar en 1946, y se consideran unos de los primeros episodios de la Guerra Fría. Durante el primer incidente, buques de la Royal Navy fueron atacados desde fortificaciones albanesas. En el segundo incidente buques británicos chocaron con minas navales, y en el tercer incidente la Royal Navy llevó a cabo la retirada de minas del Canal de Corfú, pero en aguas territoriales albanesas, y Albania se quejó ante las Naciones Unidas. Por estos incidentes el Reino Unido presentó una demanda contra la República Popular de Albania en la Corte Internacional de Justicia, conocido como el caso del Canal de Corfú. Debido a los incidentes, Gran Bretaña rompió en 1946 las relaciones diplomáticas con Albania, que se restablecieron en 1991.

## Notas

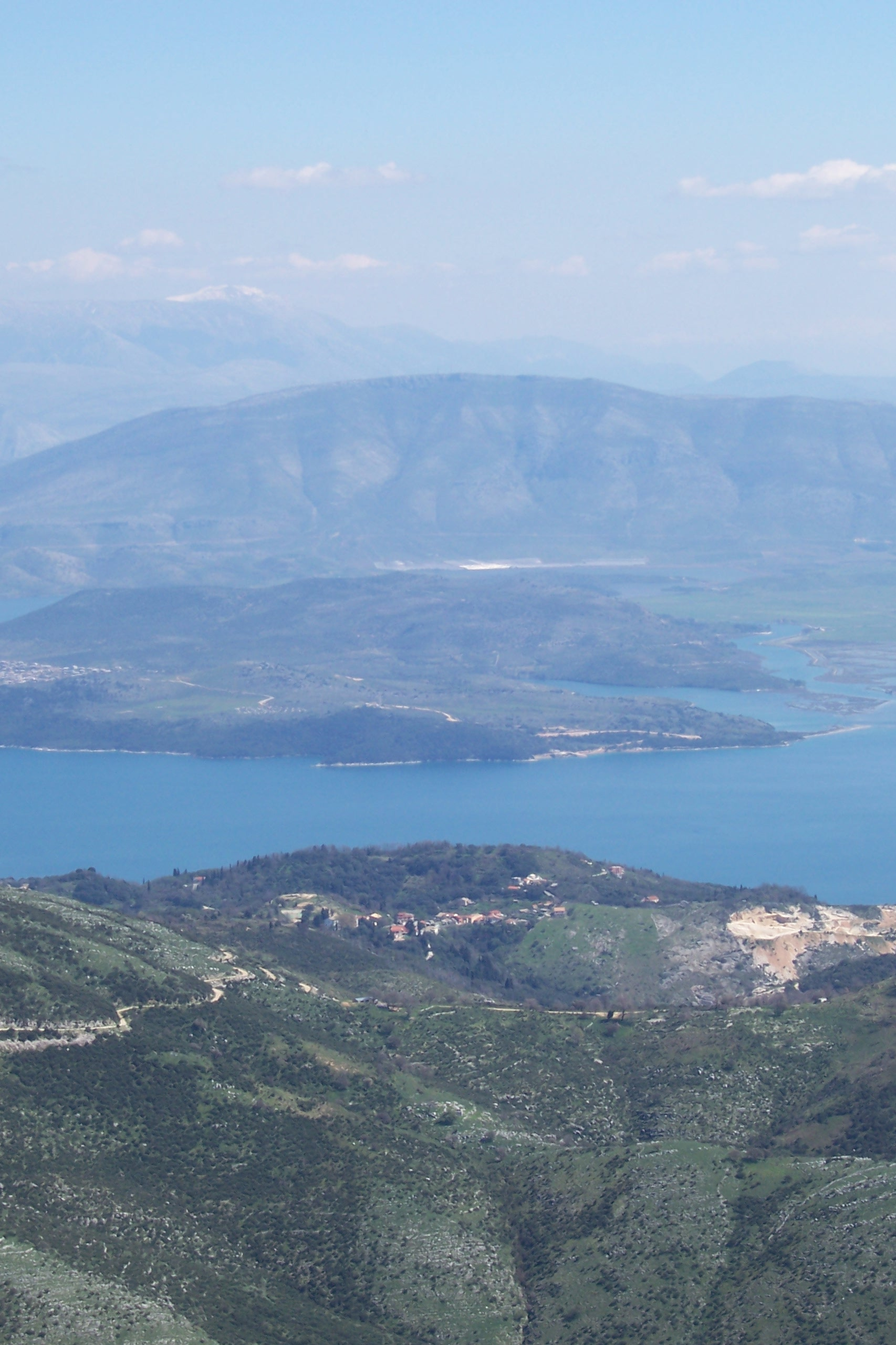
Vista del estrecho norte desde el monte Pantocrátor (Todopoderoso), en Corfú.